# Kim Ji-Su (judoka)
Kim Ji-Su (en coreano: 김지수; 12 de diciembre de 2000) es una deportista surcoreana que compite en judo.
Participó en dos Juegos Olímpicos de Verano, en los años 2020 y 2024, obteniendo una medalla de bronce en París 2024 en la prueba de equipo mixto. Ganó dos medallas en el Campeonato Asiático de Judo, plata en 2021 y bronce en 2024.

## Palmarés internacional
| Juegos Olímpicos    | Juegos Olímpicos    | Juegos Olímpicos  | Juegos Olímpicos |
| Año                 | Lugar               | Medalla           | Categoría        |
| ------------------- | ------------------- | ----------------- | ---------------- |
| 2024                | París (Francia)     | Medalla de bronce | Equipo mixto     |
| Campeonato Asiático |                     |                   |                  |
| Año                 | Lugar               | Medalla           | Categoría        |
| 2021                | Biskek (Kirguistán) | Medalla de plata  | –57 kg           |
| 2024                | Hong Kong (China)   | Medalla de bronce | –63 kg           |